# قره كول (جليكخان)
قره كول (بالكردية: Golreş‏) (بالتركية: Karagöl)‏ هي قرية تتبع إداريّاً لمديرية جليكخان في محافظة أديامان التركية، بلغ عدد سكانها 83 نسمة في عام 2021.